# 锡霖
锡霖，正白旗满洲人，是一名清朝政治人物。荫生出身。
锡霖曾于道光三年(1823年)接替刘炳任邵武府知府一职，道光六年(1826年)由薛凝度接任。